# Didymochaeta
Didymochaeta — рід грибів. Назва вперше опублікована 1898 року.

## Класифікація
До роду Didymochaeta відносять 5 видів:
- Didymochaeta americana
- Didymochaeta australiana
- Didymochaeta columbiana
- Didymochaeta fraserae
- Didymochaeta opuntiicola